# Kiwi Casslind
Kiwi Casslind, född 23 februari 2008, är en svensk skådespelare.
Casslind härstammar från Umeå och debuterade i kortfilmen I Will Always Love You Kingen från 2017. Hon fick sitt genombrott med huvudrollen i långfilmen Bye Bye Boredom, en rollprestation som ledde till utmärkelsen BUFF Nordic Star på BUFF Malmö Film Festival.
Hon har dessutom medverkat i TV-serien Kenny Starfighter – Dr Deo slår tillbaka där hon spelar Ester. 

## Filmografi (i urval)
- 2022 – Kenny Starfighter – Dr Deo slår tillbaka (TV-serie)
- 2024 – Bye Bye Boredom